# Всемирный труд

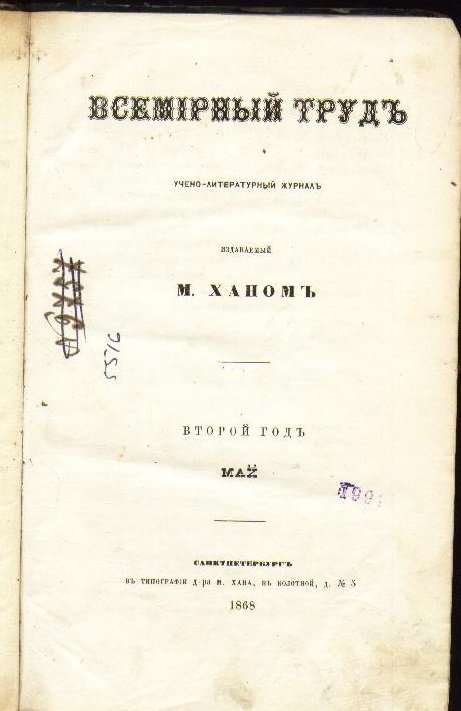
Журнал «Всемирный Труд» за май 1868

Всеми́рный труд — научно-литературный журнал, издававшийся ежемесячно в Санкт-Петербурге в 1867—1872 гг. У него было около 1500 подписчиков.
Первым издателем был Э. А. Хан, незадолго до прекращения издание перешло к С. С. Окрейцу. С 1869 г. при журнале выходило бесплатное приложение «Домашняя библиотека». С 29 июня 1872 г. журнал был приостановлен на 6 месяцев и по прошествии этого срока не возобновлялся.
В журнале публиковались А. Н. Островский, А. Ф. Писемский, П. Д. Боборыкин, Д. В. Аверкиев, В. П. Авенариус, И. И. Лажечников, В. В. Крестовский, И. С. Генслер, Д. Л. Мордовцев, А. П. Милюков, М. А. Загуляев, Н. И. Соловьёв, В. К. Иванов, Ф. В. Ливанов, Н. Д. Ахшарумов, П. П. Каратыгин, П. Н. Петров, С. Н. Шубинский, В. И. Кельсиев, П. К. Мартьянов, В. В. Андреев и многие другие. В начале своего существования «Всемирный Труд» привлёк внимание читателя произведениями Островского и Писемского, однако в целом уровень издания, по мнению ряда критиков, был не слишком высок — в частности, его подверг сокрушительной критике Николай Лесков, разобравший опубликованные в журнале тексты Авенариуса и по итогам разбора заключавший:

если глупости эти идут одна за другою в каждой книге, — идут, одна за другую цепляясь и одна другую догоняя, — то чего же может ждать такое издание в самом ближайшем своем будущем? А предприимчивые люди, подобные г-ну Хану, в нашей литературе, особенно в последнее время, так редки, что не поберечь его и, стоя возле его предприятия, равнодушествовать к ходу этого предприятия с нравственной точки зрения почти преступно. Журнал г. Хана до сих пор возбуждает лишь злорадный смех литературных свистунов да удивление серьёзных друзей литературы, пожимающих только плечами при чтении печатаемого в нем хлама; между тем как журнал этот, при независимости его редактора и очевидной готовности его вести своё дело в возможно совершеннейшем виде, мог бы служить обществу серьёзную службу, а не быть предметом одних насмешек, к сожалению далеко не безосновательных.

## электронные издания журнала
- 1.1867, No. 10-12
- 2.1868, No. 2

- Систематический указатель статей, помещенных в нижепоименованных периодических изданиях с 1830 по 1884 год. 1. Revue Britanique. 2. Revue des deux mondes. 3. Отечественные записки. 4. Современник. 5. Русский вестник. 6. Русский архив. 7. Вестник Европы. 8. Русская старина. 9. Дело. 10 Русская речь. 11. Исторический вестник 12. Природа и люди. 13. Наблюдатель. 14. Всемирный труд (Сост. Попов, СПб., 1885)